# Soledad Silveyra
Soledad Silveyra (phát âm tiếng Tây Ban Nha: [soleˈðað silˈβeiɾa] sinh ngày 13 tháng 2 năm 1952), là một nữ diễn viên truyền hình, sân khấu và điện ảnh nổi tiếng của Argentina.
Cô đã thực hiện hơn 65 lần xuất hiện trên truyền hình và phim từ năm 1964. Hầu hết các lần xuất hiện của cô đều là phim và truyền hình nơi cô xuất hiện lần đầu trong vở opera El Amor tiene cara de mujer năm 1964 khi cô 12 tuổi. Sau đó, vào năm 1972, cô đã đạt được ngôi sao trong vở opera của Alberto Migré "Rolando Rivas, taxista" và sản xuất đầu tiên của "Pobre diabla" (telenovela).
Một diễn viên hài thành công cô đã phát triển thành một nữ diễn viên sân khấu kịch tính đặc biệt. Trên sân khấu, cô xuất hiện quan trọng trong The Elephant Man (vở kịch), A Taste of Honey, La malasangre của Griselda Gambaro, A Flea in Her Ear của Georges Feydeau và Lost in Yonkers do đạo diễn China Zorrilla đạo diễn. Eva and Victoria, một vở kịch thành công mô tả một cuộc họp hư cấu giữa lãnh đạo chính trị Eva Perón (Silveyra) và nhà văn và nhà văn quý tộc Victoria Ocampo (Zorrilla).
Một số vai diễn điện ảnh đáng chú ý nhất của Argentina bao gồm bộ phim hài El Profesor hippie (1969), đối diện Luis Sandrini, phim kinh dị, Últimos días de la víctima (1982), đối diện Federico Luppi và trào lưu trào phúng Dios los cría (1991), với China Zorrilla.
Trong giai đoạn 2001-2004, cô là người dẫn chương trình của Big Brother và cũng là một nhà sản xuất và là một nhà báo phát sóng, cô là người duy nhất được phỏng vấn với Cristina Fernández de Kirchner.
Năm 2006, cô xuất hiện trong vở opera La Ley del amor

## Đóng phim

### Phim ảnh hưởng
- La cigarra está que arde (1967)
- Un muchacho como yo (1968)
- Psexoanálisis (1968)
- Los muchachos de antes no usaban gomina (1969)
- Quiero llenarme de ti (1969)
- El profesor hippie (1969)
- Don Segundo Sombra (1969)
- Gitano (1970)
- Los mochileros (1970)
- Los neuróticos (1971)
- Así es Buenos Aires (1971)
- Disputas en la cama (1972)
- La colimba no es la guerra (1972)
- La malavida (1973)
- ¡Quiero besarlo señor! (1973)
- Rolando Rivas, taxista (1974)
- Bodas de cristal (1975)
- Una mujer (1975)
- Los miedos (1980)
- Los crápulas (1981)
- La casa de las siete tumbas (1982)
- Últimos días de la víctima (1982)
- La Rosales (1984)
- Flores robadas en los jardines de Quilmes (1985)
- Hay unos tipos abajo (1985)
- Sostenido en La menor (1986)
- Pinocho (1986)
- Los dueños del silencio (1987)
- La clínica del Doctor Cureta (1987)
- De los Apeninos a los Andes (1990)
- Dios los cría (1991)
- Algunas mujeres - corto (1992)
- Siempre es difícil volver a casa (1992)
- Despabílate amor (1996)
- Entre la sombra y el alma - corto (1997)
- Sin reserva (1997)
- La noche del coyote (1998)
- Fábricas - en preproducción

## Giải thưởng

### Đề cử
- 2013 Martín Fierro Awards
  - Nữ diễn viên hài kịch hàng ngày hay nhất (cho Mis amigos de siempre)[2]